# Hybauchenidium aquilonare
Hybauchenidium aquilonare là một loài nhện trong họ Linyphiidae.
Loài này thuộc chi Hybauchenidium. Hybauchenidium aquilonare được Ludwig Carl Christian Koch miêu tả năm 1879.